# Hahót
Hahót je obec v Maďarsku v župě Zala, spadající pod okres Nagykanizsa. Nachází se asi 22 km severozápadně od Nagykanizse, 24 km jihovýchodně od Zalaegerszegu a asi 226 km jihozápadně od Budapešti. V roce 2023 zde žilo 941 obyvatel. Počet obyvatel klesá, ještě v roce 2015 jich zde žilo více než tisíc.
Obec se táhne kolem hlavní silnice 74, převážně po její východní straně, ale v některých místech (uprostřed nebo na jihu) jsou zastavěny obě strany silnice. Dále obcí procházejí vedlejší silnice 7532 (spojuje ji s obcemi Pötréte a Felsőrajk) a 7535 (spojuje ji s obcí Söjtör). Obec není napojena na železnici, nejbližší železniční zastávka se nachází v 5 km vzdáleném Pötréte.
Hahót se dělí na dvě části – severní Felsőhahót (v překladu Horní Hahót) a jižní Alsóhahót (Dolní Hahót). V Hahótu se nachází barokní kostel svaté Markéty Antiochijské z 18. století a kaple Panny Marie z 19. století.

## Sousední obce
| Růžice kompasu |                        | Pölöske         | Pötréte   | Růžice kompasu |
| Růžice kompasu | Söjtör                 | Sever           | Kilimán   | Růžice kompasu |
| Růžice kompasu | Söjtör                 | Hahót           | Kilimán   | Růžice kompasu |
| Růžice kompasu | Söjtör                 | Jih             | Kilimán   | Růžice kompasu |
| Růžice kompasu | Pusztamagyaród Bucsuta | Zalaszentbalázs | Pölöskefő | Růžice kompasu |